# Rankinita
La rankinita és un mineral de la classe dels silicats. Rep el seu nom del químic i físic George Atwater Rankin (1884-1963).

## Característiques
La rankinita és un silicat de fórmula química Ca₃Si₂O₇. Cristal·litza en el sistema monoclínic. La seva duresa a l'escala de Mohs és 5,5.
Segons la classificació de Nickel-Strunz, la rankinita pertany a «09.BC: Estructures de sorosilicats (dímers), grups Si₂O₇, sense anions no tetraèdrics; cations en coordinació octaèdrica [6] i major coordinació» juntament amb els següents minerals: gittinsita, keiviïta-(Y), keiviïta-(Yb), thortveitita, itrialita-(Y), keldyshita, khibinskita, parakeldyshita, barisilita, edgarbaileyita, kristiansenita i percleveïta-(Ce).

## Formació i jaciments
Va ser descoberta a Scawt Hill, a la localitat de Larne, al comtat d'Antrim, Irlanda del Nord. També ha estat descrita en altres indrets de la resta d'Europa, així com als Estats Units, el Japó i Nova Zelanda.